# Balada

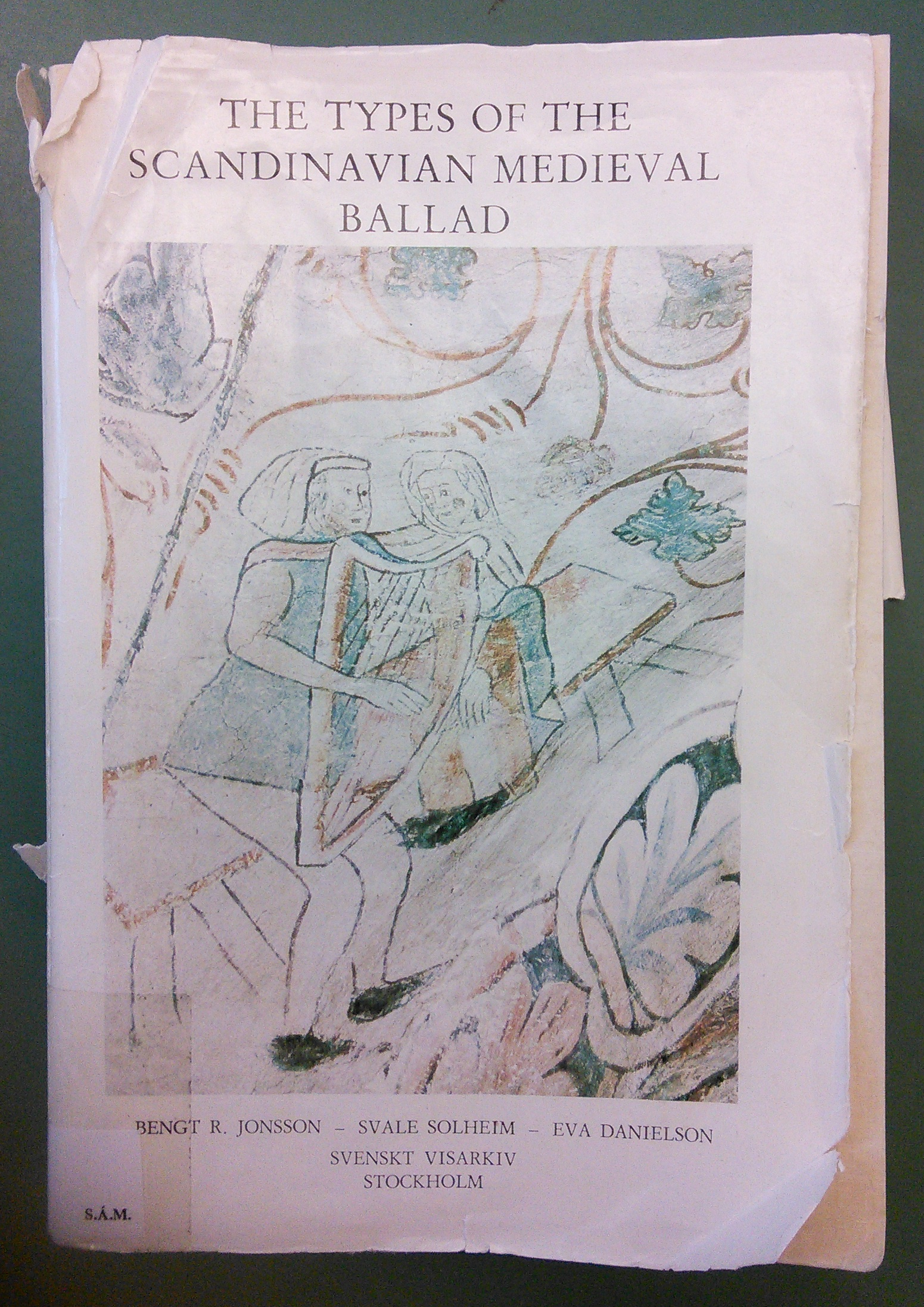
Capa do livro "Os Tipos da Balada Medieval Escandinava: Um Catálogo Descritivo", editado por Bengt R. Jonsson, Svale Solheim e Eva Danielson, Skrifter utgivna av svenskt visarkiv, 5 (Estocolmo: Svenskt visarkiv, 1978)

Balada refere-se a diversos tipos de composição musical, segundo o período histórico de sua difusão:
- durante a Baixa Idade Média, na Itália e na França, a balada era uma composição poética para ser cantada, ou seja, a música era composta sobre um texto poético;
- no Romantismo musical, o termo balada podia indicar tanto uma  composição  musical  sobre um texto poético quanto uma composição para instrumento solista, geralmente piano;[1]
- na música pop, folk e no jazz,  a balada é uma canção com andamento lento

## Baladas medievais
Primeiramente uma forma fixa criada por poetas franceses, o termo "balada" foi usado para descrever um tipo de arranjo de poesia francesa em música, comum nos séculos XIV e XV. Uma das formes fixes, no sentido musical, a balada tipicamente consistia de uma voz aguda em destaque, contendo o texto, e duas vozes mais graves que eram vocalizadas ou executadas com instrumentos. Guillaume de Machaut é o compositor mais conhecido de baladas polifônicas; o estilo permaneceu popular entre compositores da Ars subtilior, embora tenha saído de evidência em meados do século XV.

## Baladas no classicismo
Os alemães do final do século XVIII utilizavam o termo "balada" para descrever poesias narrativas de caráter folclórico (a exemplo de Johann Gottfried Herder), algumas das quais eram arranjadas em canções por compositores como Johann Friedrich Reichart, Carl Friedrich Zeiter e Johan Rudolf Zumsteeg.

## Baladas no romantismo
No século XIX, o título ''balada" foi dado por Frédéric Chopin para quatro grande obras para piano (opus 23, 38, 47 e 52), e foi o primeiro uso significativo do termo, referindo-se a música instrumental. Subsequentemente, diversos outros compositores utilizaram o termo para obras de piano, incluindo Johannes Brahms (a terceira de suas Klavierstücke opus 118, e o conjunto de quatro peças opus 10), Edvard Grieg (opus 24, um conjunto de variações), Franz Liszt (que escreveu duas baladas) e Gabriel Fauré (opus 19, mais tarde arranjado para piano e orquestra). Também foram compostas baladas para outros instrumentos além do piano.